# Die Prinzessin auf dem gläsernen Berg
Die Prinzessin auf dem gläsernen Berg ist ein Zaubermärchen (AaTh 530), das im norwegischen, schwedischen, finnischen, estnischen, lettischen, russischen und polnischen Sprachraum sowie im deutschsprachigen Raum bekannt ist.

## Handlung
Ein Mann, der eine Heuwiese besaß, die aber seit einigen Jahren, immer dann, wenn das Gras am üppigsten stand, ganz kahl wurde, sodass er keinen Heuvorrat mehr anlegen konnte, schickte nacheinander seine drei Söhne aus, um der seltsamen Begebenheit auf den Grund zu gehen. Im ersten Jahr wachte der älteste Sohn zur besagten Zeit über die Wiese, doch als es Nacht wurde, vernahm dieser plötzlich ein gewaltiges Getöse, sodass die Erde bebte, woraufhin er Reißaus nahm. Dem mittleren Sohn erging es nicht anders. Der jüngste jedoch harrte aus und als das Tosen und Beben vorüber war, entdeckte er ein großes und stattliches Pferd, das sich an der Wiese labte. Auf dem Rücken trug es einen Sattel, ein Reitgebiss und eine Rüstung, alles von Kupfer, also fing er es ein, ritt mit ihm ein wenig durch die Gegend und behielt es. Seinen beiden Brüdern aber, die sich über ihn lustig gemacht hatten, dann jedoch feststellen mussten, dass die Wiese dieses Mal nicht abgefressen wurde, erzählte er nichts davon. Im Jahr darauf wachte der Jüngste wieder über die Wiese, wodurch er ein noch größeres und stattlicheres Pferd mit einem Sattel, einem Reitgebiss und einer Rüstung, alles von Silber, erhielt. Im dritten Jahr dann bekam er ein noch weitaus größeres und stattlicheres Pferd.
Später begab es sich, dass der König demjenigen seine Tochter sowie das halbe Reich versprach, der den gläsernen Berg erreiten und der sich darauf befindenden Königstochter drei goldene Äpfel aus dem Schoß nehmen könne. Am Tag des Ereignisses kamen auch die beiden älteren Brüder, die den Jüngsten nicht mitnehmen wollten, zum Glasberg. Dort versuchten sich viele Ritter und Prinzen, doch da der Berg glatt wie ein Spiegel und steil wie eine Wand war, scheiterten sie alle. Da kam der kupferne Ritter, ritt ihn ein Drittel hinauf, kehrte aber wieder um, woraufhin ihm die Prinzessin einen der goldenen Äpfel zuwarf, mit dem er jedoch sogleich wieder verschwand. Am Abend sollten dann alle Edlen vor den König treten, doch derjenige mit dem goldenen Apfel war nicht dabei. Die beiden Brüder gelangten derweil wieder nach Hause, wo sie dem Jüngsten schwärmend von dem Ritter in Kupfer berichteten. Am nächsten Tag wiederholten sich die Ereignisse dann, nur, dass diesmal ein silberner Ritter den Berg zu zwei Dritteln hinaufritt. Schließlich sprengte den Tag darauf ein Ritter ganz in Gold den Glasberg empor, nahm den letzten Apfel aus dem Schoß der Königstochter und war im Nu wieder verschwunden.
Abermals schwärmten die beiden Brüder und fand sich vor dem König kein Prinz oder Ritter, der einen goldenen Apfel nachweisen konnte. Also befahl dieser, dass nun alle Leute aus seinem Reich auf sein Schloss kommen sollten, um denjenigen mit dem goldenen Apfel zu ermitteln. Zuletzt waren die beiden Brüdern an der Reihe, die ihn ebenfalls nicht aufweisen konnten, woraufhin der König fragte, ob sich den niemand sonst noch in seinem Reich befände. Da erzählten die beiden von ihrem Jüngsten, der sogleich zum Schloss befohlen wurde und vor dem König offenbarte, dass er der Besitzer aller drei goldenen Äpfel ist. Sodann wurde eine prächtige Hochzeit gefeiert und der jüngste Bruder bekam nicht nur die Königstochter zur Frau, sondern auch das halbe Königreich.

## Versionen und Hintergrund
Diese norwegische Version, die im Deutschen den Titel Die Prinzessin auf dem gläsernen Berg erhielt, stammt von Peter Christen Asbjørnsen und Jørgen Engebretsen Moe. Dieselbe Version wurde von Moltke Moe aufgezeichnet und im Deutschen mit Die Jungfrau auf dem Glasberg betitelt. In einer weiteren norwegischen Version, die von Rikard Berge in Telemark aufgezeichnet und in dessen Werk Norwegische Volksmärchen (Kristiania 1914) veröffentlicht wurde, besiegt einer der drei Brüder der Reihe nach einen drei-, sechs- sowie neunköpfigen Troll und nimmt deren Rüstungen, die kupfern, silbern sowie golden sind, ebenso wie auch deren drei-, sechs- und neunköpfige Pferde. Im Anschluss befreit er dann die von einem Troll auf den Glasberg verschleppte Prinzessin. Der deutsche Titel lautet Die Prinzessin auf dem Glasberg.
In einer schwedischen Version, die im Deutschen ebenfalls den Titel Die Prinzessin auf dem Glasberg erhielt und von Gunnar Olof Hyltén-Cavallius und George Stephens stammt, fängt ein jagdlustiger König einen kleinen, wilden Mann und sperrt ihn bei sich ein, jedoch wird dieser durch den Königssohn befreit, der daraufhin vor dem Zorn seines Vaters fliehen muss. In einem fremden Königreich angelangt verdingt er sich dann als Hirte und erfährt er später, dass die dortige Prinzessin nur denjenigen zum Mann nimmt, der in voller Rüstung den Glasberg erreiten kann. Traurig darüber nicht an der Freite teilnehmen zu können, erscheint ihm der wilde Mann und verhilft ihm mit drei prächtigen Rössern sowie drei Rüstungen aus Stahl, Silber und Gold zum Glück. Ein ähnliches Märchen findet sich mit Der Eisenhans in den Kinder- und Hausmärchen der Brüder Grimm. Laut Inger Boberg ist der Ursprung des Märchens im Norden anzunehmen.
Eine Version aus dem Werk Finnische Volksmärchen 1. Zaubermärchen (2. Auflage 1988), die im Deutschen den Titel Die schöne Tochter vom Glasberg bekam, berichtet von drei Söhnen, die der Reihe nach um Mitternacht ans Grab ihres Vaters kommen sollen, um ihm gute Nacht zu wünschen. Die älteren Brüder drücken sich aber davor, sodass nur der jüngste Sohn, dreimal hintereinander, bei seinem toten Vater erscheint. Er erhält dafür einen silbernen, einen goldenen und einen diamantenen Stock, die jeweils ein Versteck im Fels öffnen können, in dem sich je eine Kutsche samt Pferden sowie Schätze befinden, alles in silber, gold und diamant. Als dann die Tochter vom Glaberg ins heiratsfähige Alter kommt, fährt der Jüngling dreimal vor und wird zuletzt in seiner diamantenen Erscheinung als Gatte akzeptiert. In Finnland ist das Märchen, von dem etwa 240 Aufzeichnungen vorliegen, sehr beliebt.
Die Pferde und Wägen aus Silber, Gold und Diamant finden sich auch in einer estnischen Version, in der der jüngste Sohn am Grab seines Vaters wacht und ein goldenes Ei von der Königstochter auf dem Glasberg holt. Diese stammt von Jakob Hurt, wurde 1889 von J. Varik aufgezeichnet und erhielt im Deutschen den Titel Die Königstochter auf dem Glasberg. In Estland sind mehr als 120 Varianten des Märchens bekannt. In einer estnischen Version von Friedrich Reinhold Kreutzwald, die den Titel Wie eine Königstochter sieben Jahre geschlafen bzw. Wie eine Königstochter sieben Jahre geschlafen hat trägt, lässt der König selbst, auf Anraten eines Zauberers, den Glasberg erbauen. Eine lettische Version mit einer silbernen, einer goldenen und einer diamantenen Pfeife, die im Kreis Valka aufgezeichnet wurde, erschien in dem Werk Lettische Märchen und Sagen, Nach Ansis Lerhis-Puškaitis und anderen Quellen zusammengestellt und redigiert von Prof. P. Šmits (Riga 1925–1937, 15 Bände). In diesem sind 77 Varianten des Märchens hinterlegt, bei Alma Mednes Lettische Tiermärchen (Riga 1940) derer sogar 371. Im Deutschen bekam die Version den Titel Die Prinzessin auf dem gläsernen Berg. Das Märchen fand in Lettland ebenfalls Einzug in die Musik und andere Kunstformen. Zudem ist es auch in Russland bekannt, wobei das Glasberg-Motiv dort manchmal fehlt. In Oskar Kolbergs polnischer Version sind die drei Pferde verzauberte Prinzessinnen, die durch den Ritt des jüngsten Sohnes auf den Glasberg erlöst werden und so auch für die Heirat des Bauernsohnes mit ihrer jüngsten, vierten Schwester sorgen. Im Deutschen wurde ihr der Titel Der gläserne Berg gegeben.
Eine deutsche Version aus dem Werk Sagen, Märchen und Gebräuche aus Mecklenburg (Band I, Nr. 10, Wien 1879) von Karl Bartsch lässt dem Jüngsten, bei der Wacht am Grab seines Vaters, eine schwarze, eine braune und eine weiße Flöte geben, wodurch er mit einem Rappen, einem Braunen sowie einem Schimmel den Glasberg bezwingen kann. Sie stammt aus Wittenburg und wurde unter dem Titel Der Ritt auf den Glasberg veröffentlicht. In einer Version in bairischer Mundart, die aus der Sammlung von Alfred Karasek-Langer stammt, wird ein goldener, ein silberner und ein Nagel aus Messing aus einer Brücke gezogen, um die Zauberpferde zu erhalten. Sie wurde 1938 von Anna Loschdorfer nach Joseph Reichenbach in Csolnak, Ofner Bergland aufgezeichnet und trägt den Titel Der Glasberg. Josef Haltrichs Der Wunderbaum aus dessen Werk Deutsche Volksmärchen aus dem Sachsenlande in Siebenbürgen (Nr. 16, Berlin 1856) erzählt von einem Hirtenknaben, der auf einen riesigen Baum steigt, dort eine kupferne, eine silberne und eine goldene Welt entdeckt, dank dreier dortiger Quellen kupferne Füße, silberne Hände sowie goldene Haare erhält und schließlich den Glasberg, zur Königstochter hinauf, erklimmen kann.
In einer Version aus Walther Aicheles und Martin Blocks Die Märchen der Weltliteratur – Zigeunermärchen, die in Târgu Jiu erzählt wurde und im Deutschen den Titel Die drei Brüder und die wilden Pferde trägt, wird nicht der Glasberg erritten, sondern ein tiefer Graben übersprungen.